# Limnonectes ingeri
Limnonectes ingeri là một loài ếch trong họ Ranidae.
Loài này có ở Brunei, Indonesia, và Malaysia.
Các môi trường sống tự nhiên của chúng là các khu rừng ẩm ướt đất thấp nhiệt đới hoặc cận nhiệt đới, sông, và đầm nước.
Nó ngày càng hiếm gặp do mất môi trường sống.